# Мен и Лоара
Мен и Лоара (фр. Maine-et-Loire) департман је у западној Француској. Припада региону Регион Лоара, а главни град департмана (префектура) је Анже. Департман Мен и Лоара је означен редним бројем 49. Његова површина износи 7.166 км². По подацима из 2010. године у департману Мен и Лоара је живело 784.810 становника, а густина насељености је износила 110 становника по км².
Овај департман је административно подељен на:
- 4 округа
- 41 кантона и
- 363 општина.

## Демографија
| 1999.   | 2011.   |
| ------- | ------- |
| 757.700 | 790.343 |